# Amadeu de Castro e Solla
Amadeu Teles da Silva de Afonseca Mesquita de Castro Pereira e Solla (Braga, Sé, 19 de agosto de 1874 — Lisboa, 14 de dezembro de 1948), 2.º Conde de Castro e Solla, foi um advogado e político português.
Membro do Partido Regenerador, foi ministro dos Negócios Eclesiásticos e de Justiça entre 11 de abril e 14 de maio de 1909, no 58.º governo da Monarquia Constitucional, governo Regenerador sob Presidência de Sebastião Teles.
Exerceu o cargo de director da Secretaria do Supremo Tribunal de Justiça, até à queda do Regime Monárquico em Portugal, sendo exonerado a 24 de outubro de 1910.

## Biografia
Era filho de Aires Frederico de Castro e Solla, 1º Visconde de Castro e Solla, mais tarde 1º Conde de Castro e Solla e de Cândida Ernestina de Castro Pereira.
Foi casado com Clara Pinheiro da Cunha Pessoa de Barros e Sá, filha do Conselheiro e Par do Reino António José de Barros e Sá e de D.ª Clara Pinheiro da Cunha Pessoa.

## Obras publicadas
O Conde de Castro e Solla foi também um bibliógrafo, editor e director da Revista Ex-Libris Portugueses, revista ilustrada com várias reproduções de ex-libris e notas explicativas.
- CASTRO E SOLLA, Conde de 1875-1948 - Cerâmica Brasonada. Lisboa: Of. Graf. do Museu Comercial, 1928-1930. 2 Vols.
- CASTRO E SOLLA, Conde de - Super libros Ornamentaes: reproduções e notas descritivas. Typographia editora J. Bastos, 1915.
- Revista de Ex-Libris Portugueses, Director: CONDE DE CASTRO E SOLLA 1916. 1-5 Volumes